# Air Via

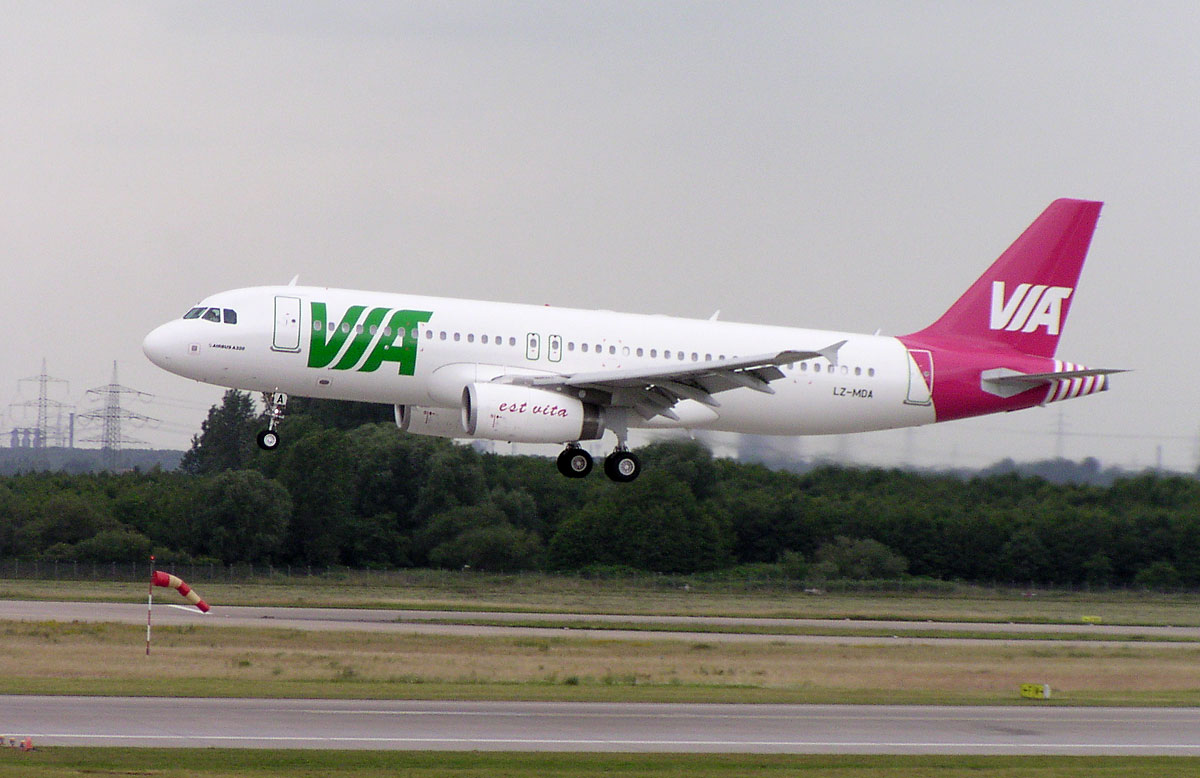
Air VIA A320-232 - LZ-MDA

Air VIA – nieistniejąca bułgarska linia lotnicza z siedzibą w Sofii. Obsługiwała połączenia czarterowe. W październiku 2016 zawiesiła prowadzenie działalności.